# Moldefjord (Selje)

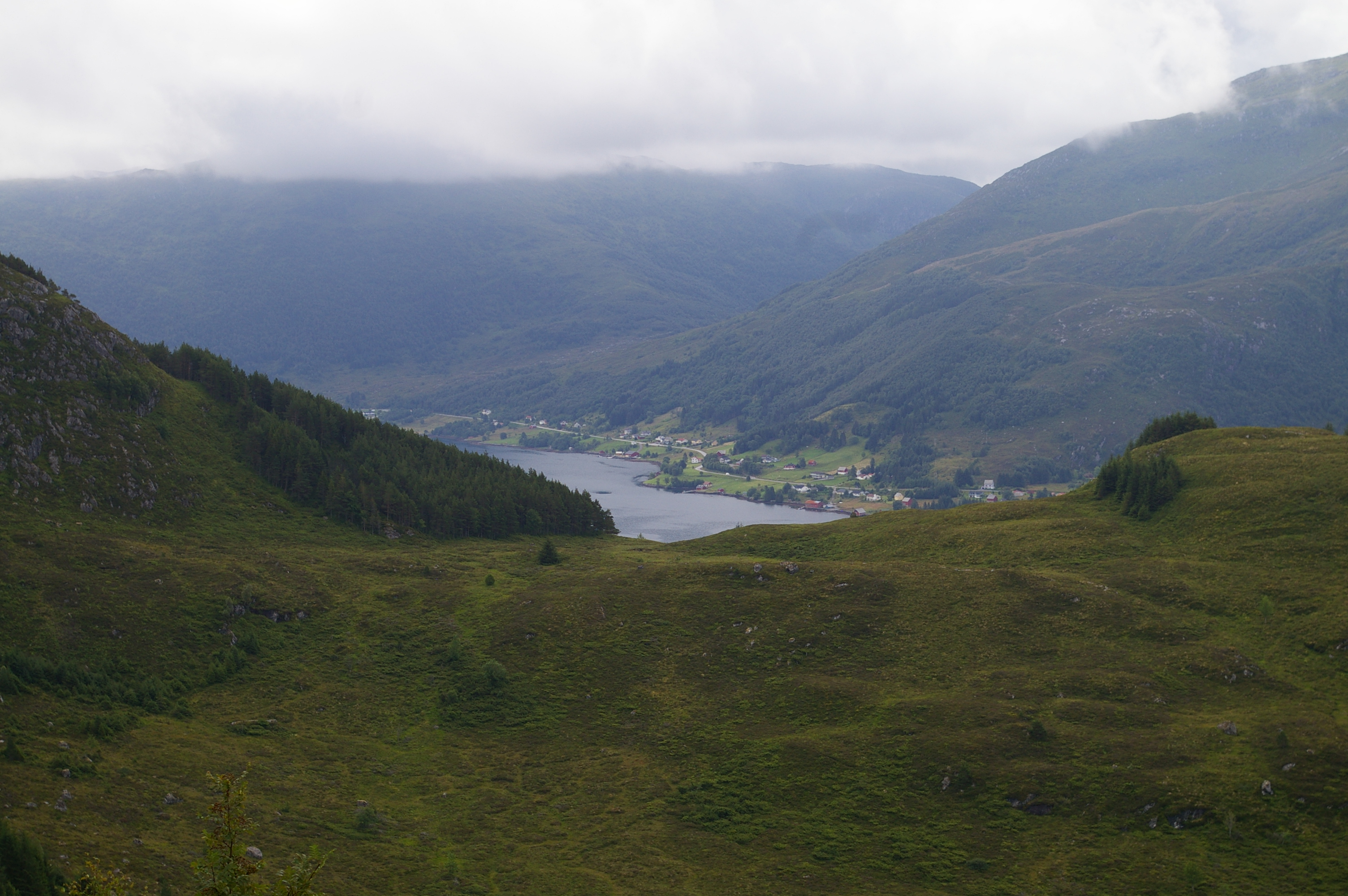
Vue sur le Moldefjord à Selje.

Le Moldefjord est un fjord de Norvège, situé dans la municipalité de Selje, dans le comté de Vestland (avant le 1er janvier 2020, dans le comté de Sogn og Fjordane). Le fjord est situé juste au sud de Stad et a des criques au sud de Selje. Le Moldefjord est une continuation du Røysetfjord et s’étend sur 4,5 kilomètres vers le sud-est. Le fjord a des criques entre Saltaneset au sud et Selje au nord. Le hameau de Botnen est situé sur le côté nord du fjord, tandis que Litlesalt est situé au début de Saltaneset. La route 618 longe tout le fjord.
Le tunnel maritime de Stad, quand il sera terminé, reliera le Moldefjord au Vanylvsfjord.